# Catonephele orites
Catonephele orites, hay bướm thợ giày dải vàng, là một loài bướm ngày được tìm thấy từ Costa Rica đến tây Colombia và tây bắc Ecuador.

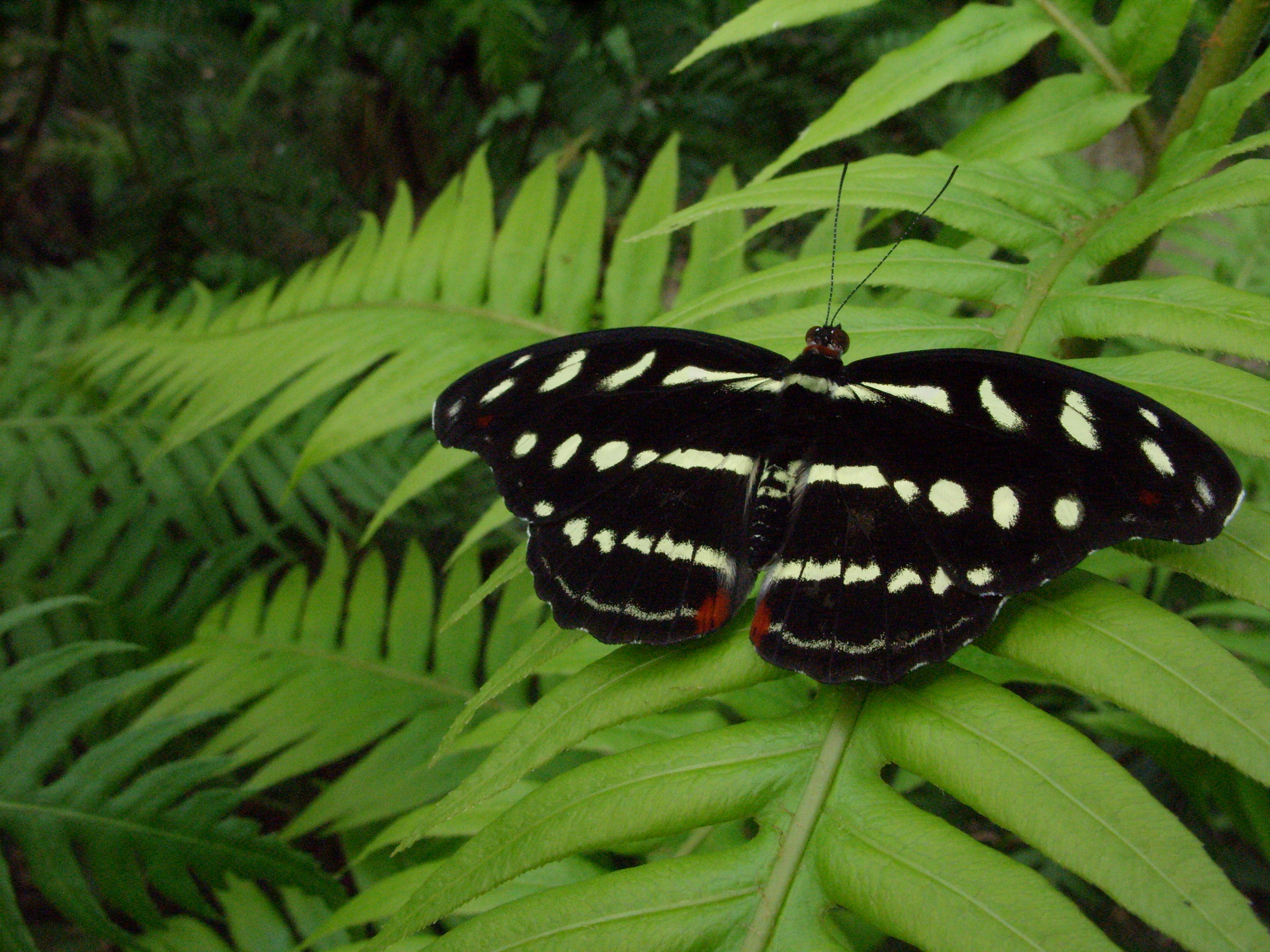
con cái

Ấu trùng của loài Catonephele orites được tìm thấy trên cây Alchornea.